# 香港文物探知館

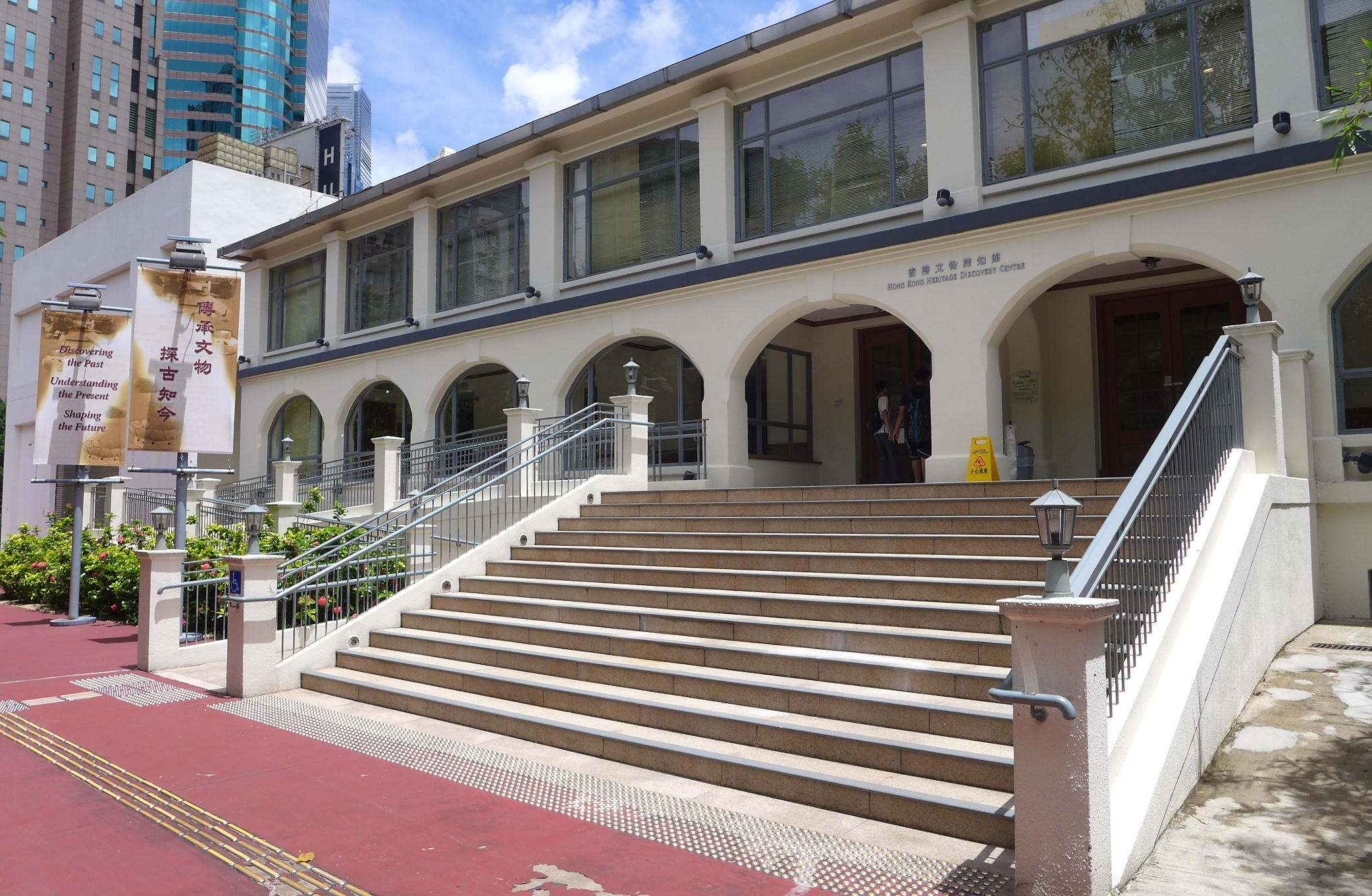
香港文物探知館外觀

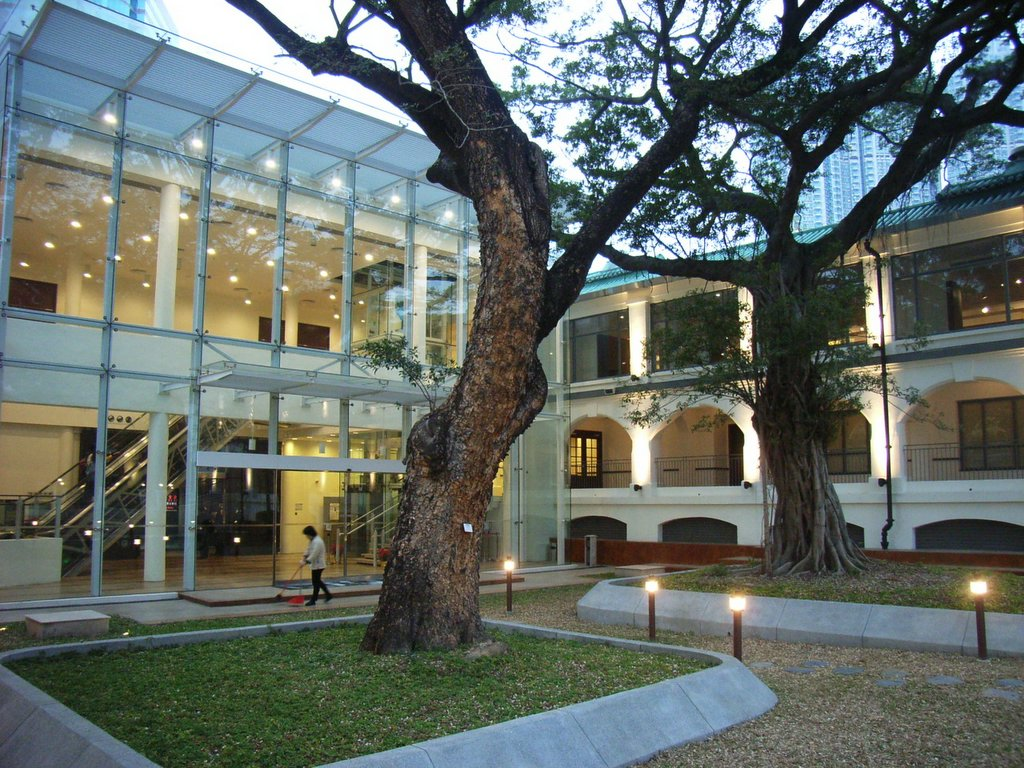
香港文物探知館內觀

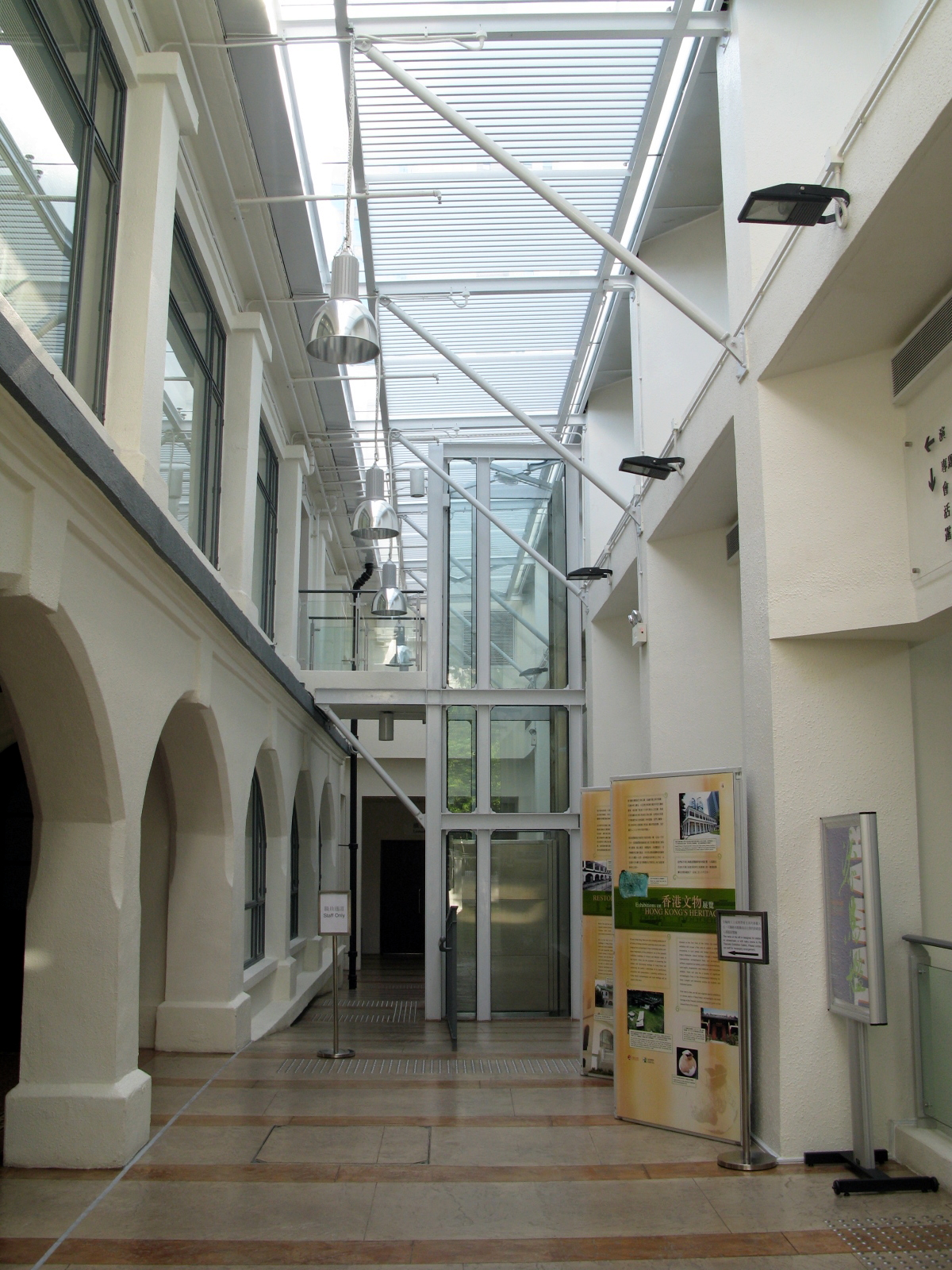
香港文物探知館中庭

22°17′57″N 114°10′11″E / 22.2993°N 114.1697°E
香港文物探知館（英語：Hong Kong Heritage Discovery Centre），是香港康樂及文化事務署古物古蹟辦事處轄下的一座展覽館，位於香港油尖旺區九龍公園園內。香港文物探知館展示香港的文物建築專題及最新的考古發現等；該館亦經常有舉辦專題講座、工作坊及導賞活動等，以促進大眾，尤其是學生對香港文物的認識。館內有專題展覽廳、演講廳、教育活動室及參考圖書館等設施。其中專題展覽廳入口的銅門，是第三代香港滙豐總行大廈（1983年拆卸重建）的大門。

## 歷史
該建築前身是威菲路軍營S61及S62座，於1910年落成。1970年軍營改建為九龍公園，這兩幢建築於1983年成為香港博物館的臨時館址，至1998年香港歷史博物館遷出。其後這兩幢建築物一直空置，後幾文物復修工程，成為今日古物古蹟辦事處的文物探知館，於2005年10月正式開放。
復修工程業主為香港特別行政區政府康樂及文化事務署古物古蹟辦事處，項目經理為香港特別行政區政府建築署，項目建築師、總承建商及工料測量師均為有利建築，而結構工程師為區兆堅建築及工程設計顧問有限公司，屋宇裝備工程師為栢誠（亞洲）有限公司。有關工程項目於2006年奪得優質建築大獎持續發展樓宇文物分類的優異獎。

## 常設展覽

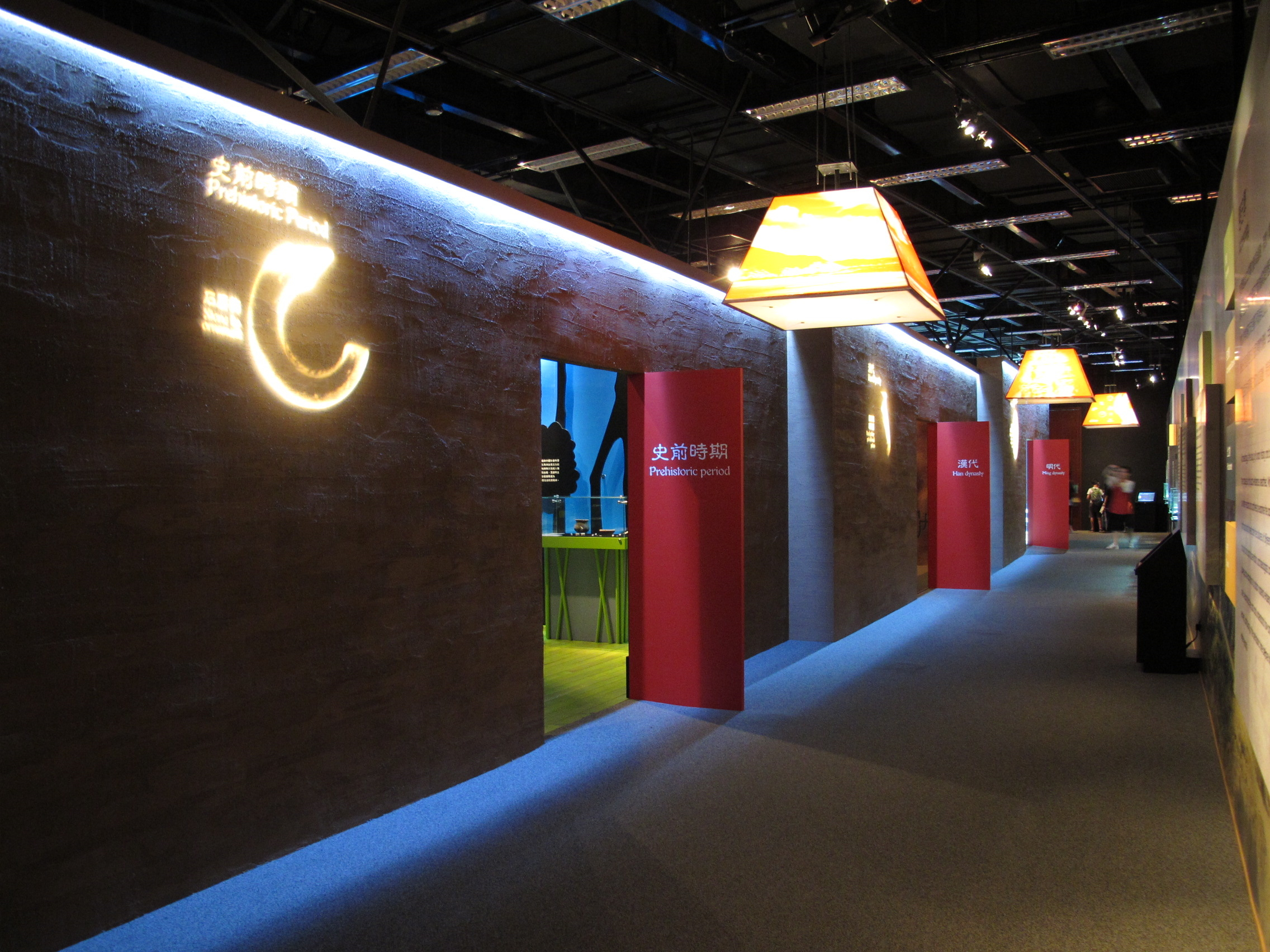
香港文物探知館的常設展覽「文物探索之旅」

常設展「文物探索之旅」已於2007年年中開始展出。展覽位於探知館一樓，佔地約1,000平方米。展覽以「考古篇」和「文物建築篇」為主題，透過展出具代表性的文物及模型，以及多媒體互動的設施，讓遊人探索香港的文化遺產，以及保育文物和文化傳承的關係。

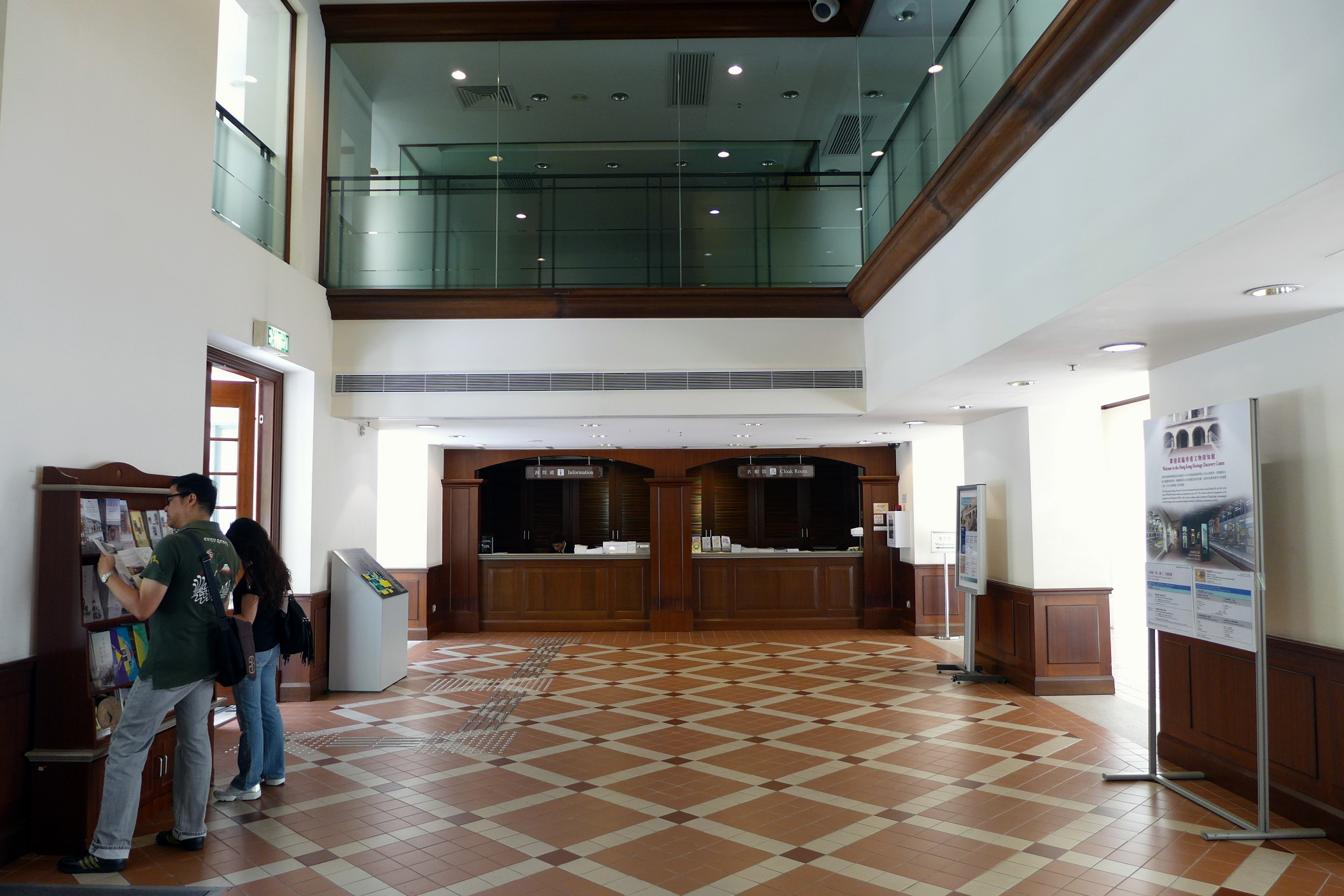
入口大堂
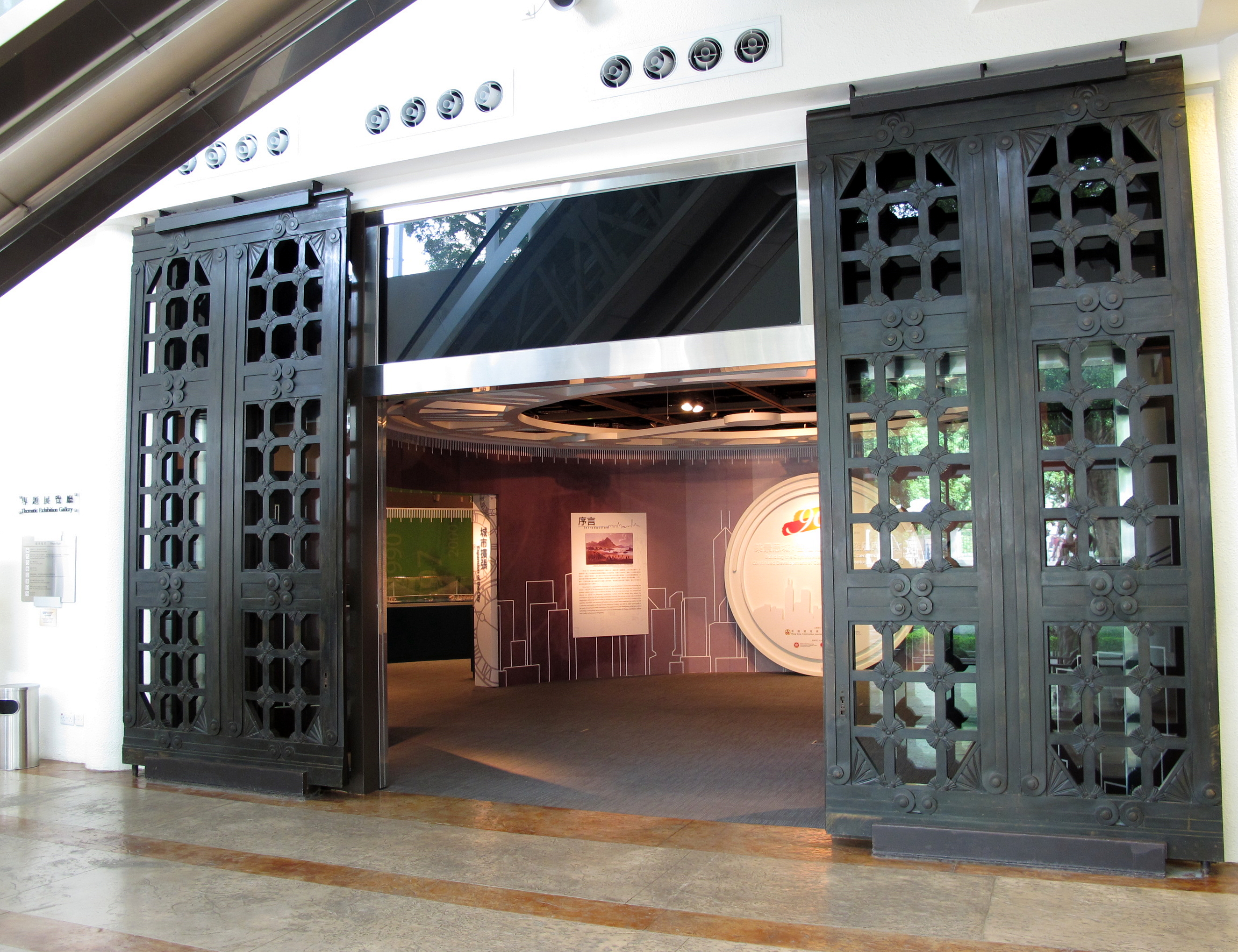
專題展覽廳入口的銅門是第三代香港滙豐總行大廈（1983年拆卸重建）的大門。
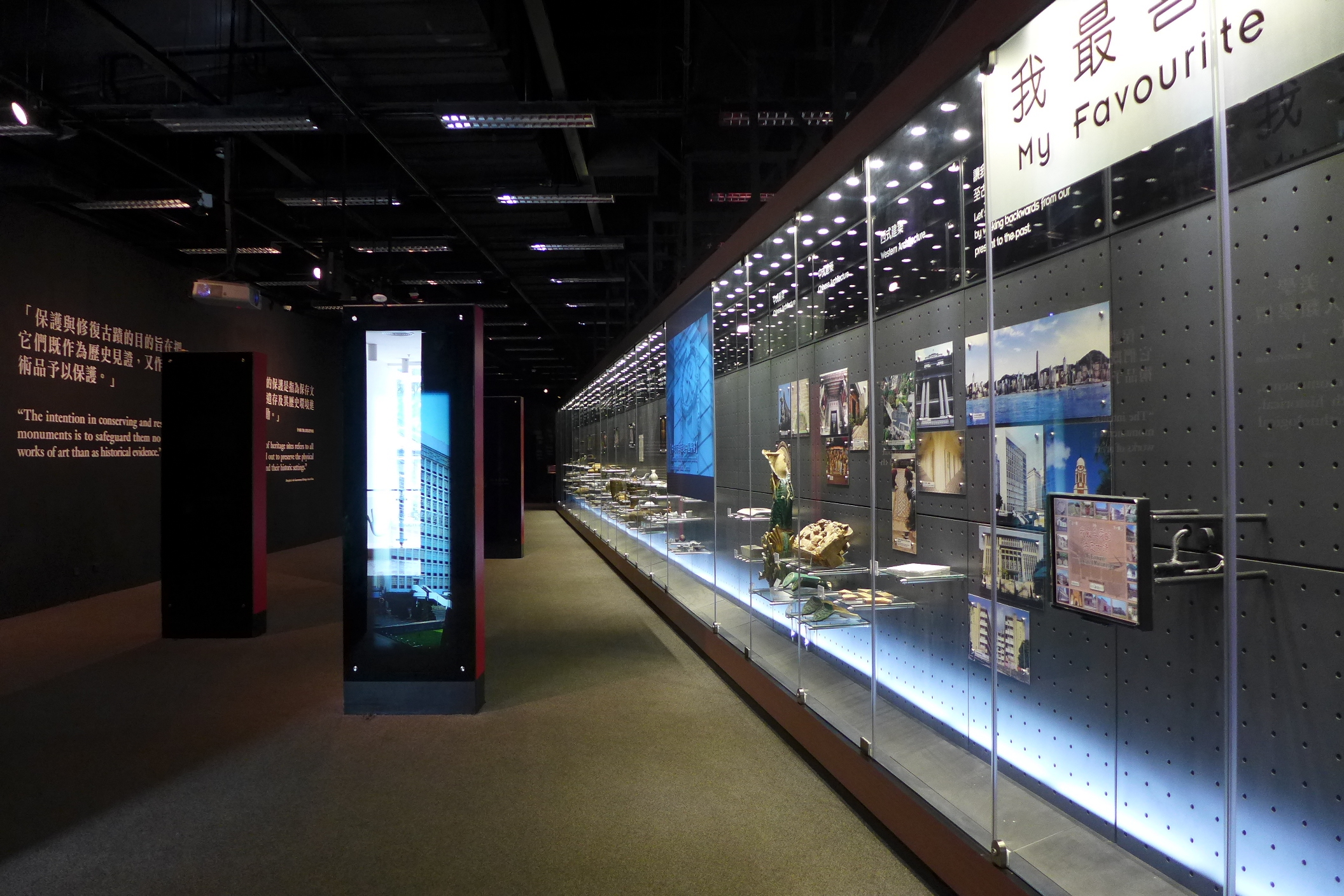
「考古篇」文物廊
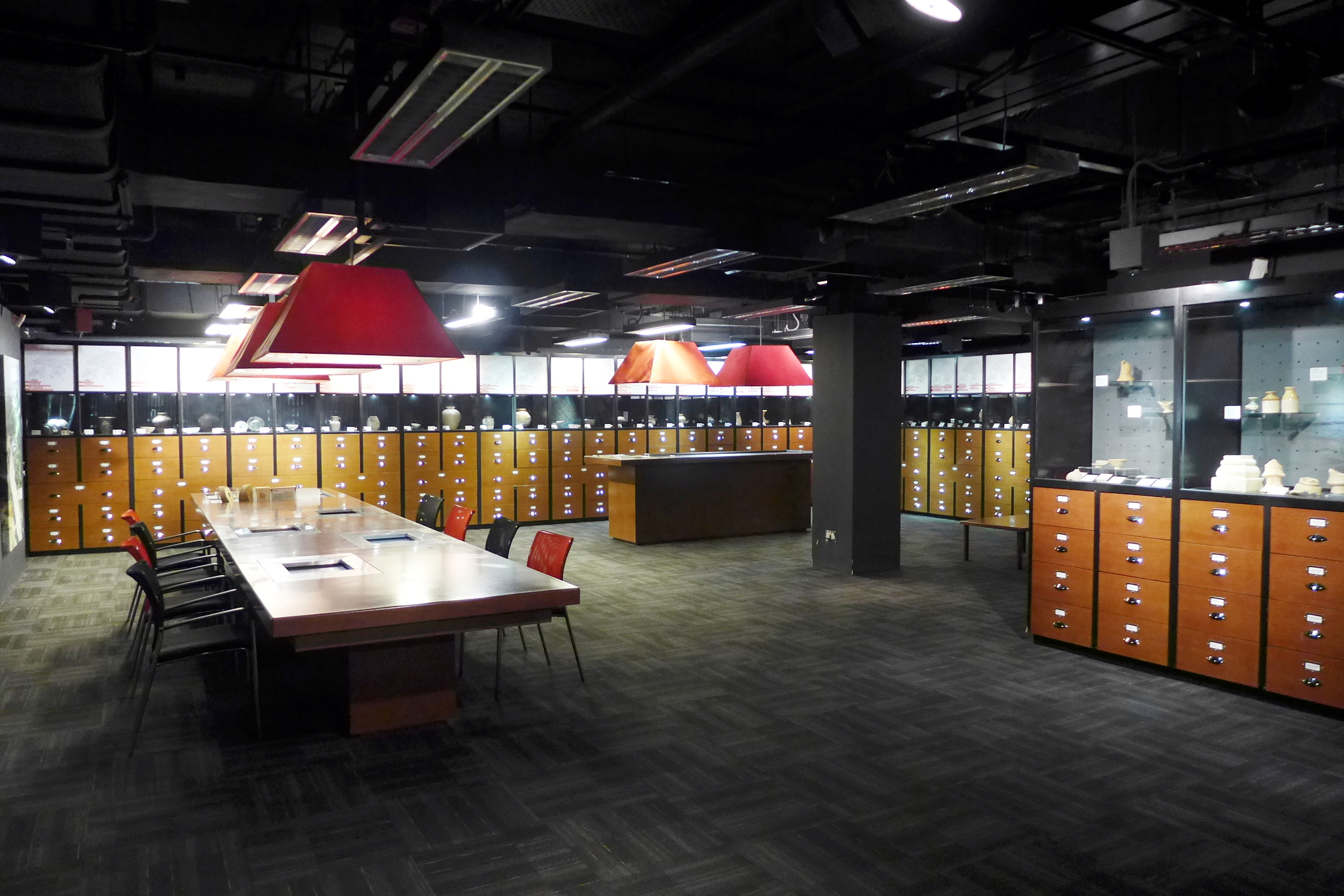
「考古篇」考古文物選粹展區
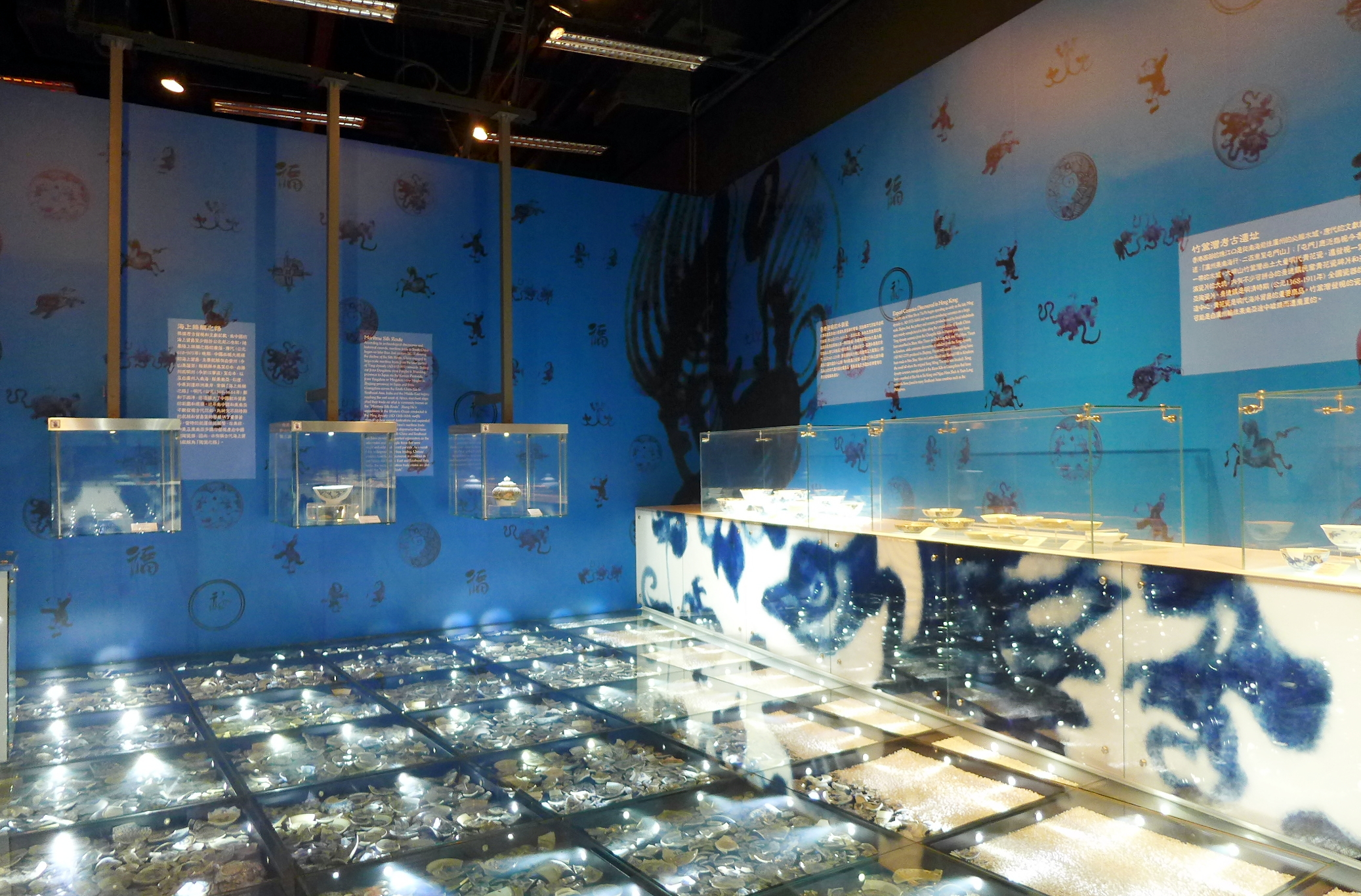
「考古篇」明代展區

## 專題展覽
- 2005年10月29日至2006年4月30日　「香港的遠古文化——西貢沙下考古發現」展覽
- 2005年11月29日至2006年3月31日　香港文物獎(二零零四年)得獎項目展
- 2021年4月30日至2021年8月4日　「嶺南二千年中心地」南越國宮署遺址考古成果圖片展
- 2022年12月30日至2023年3月29日　「金沙之光 ― 古蜀文明展」，展出70多件由四川省成都金沙和廣漢三星堆遺址出土的珍貴國家文物，揭示4000年前古蜀的高度文明
- 2023年12月12日至2024年6月2日「同一屋簷下：嶺南傳統建築源流與藝術」展覽
- 2024年5月29日至2024年10月6日　「禮樂和合 探知齊魯——山東文物特展」，展出共60套（約200件）精選的山東文物，全部均是首次在港展出，其中包括生動傳神、廣受內地民眾歡迎的山東博物館十大鎮館之寶之一的亞醜鉞，以及被譽為「四千年前地球文明最精緻之製作」蛋殼黑陶鏤孔高柄杯
- 2024年8月16日至2025年2月12日　「從灣區啓航：『南海 I 號』與海上絲綢之路」展覽，展出共255件/套展品，其中包括來自「南海 I 號」的南海窰醬釉「淳熙十年」印文四繫罐、景德鎮窰青白釉印花枝梅紋花口碗、龍泉窰青釉刻劃蓮紋折腰花口碟、金單頂鏈犀角形錐筒飾項鍊、鑲寶石空心金鐲等。

## 開放時間
- 星期一至三、星期五：10:00-18:00
- 星期六、日及公眾假期: 10:00-19:00
- 聖誕節前夕（12月24日）及農曆年除夕：10:00-17:00
- 星期四（公眾假期除外）、農曆年初一及年初二：休息

## 收費
博物館免費對外開放。

## 外部連結
- 香港文物探知館官方網頁 （页面存档备份，存于）
- 香港文物古蹟的保護展覽相片集 （页面存档备份，存于）
- 【尖沙咀好地方】尋找昔日的故事 香港文物探知館︱kennechu.info （页面存档备份，存于）